# Rue de la Chaussée à Argenteuil
Rue de la Chaussée à Argenteuil, aussi appelé Place à Argenteuil, est un tableau d'Alfred Sisley. Il se trouve au musée d'Orsay au 5e étage dans la section 31 (collection Moreau-Nélaton). Dans la collection de François Depeaux jusqu'à sa vente en 1906 par la Galerie Georges Petit à Étienne Moreau-Nélaton qui le légua à la France la même année, le tableau est exposé au musée d'Orsay depuis 1986.

## Contexte
Claude Monet, ami de Sisley, s'installe en décembre 1871 au village d'Argenteuil, sur la rive nord de la Seine. Le nombre de peintures d'Argenteuil et de la Seine adjacente par Sisley indique qu'il a souvent rendu visite à Monet. 
A printemps 1872, Monet représente Camille et Marie-Eugénie, la compagne de Sisley, au jardin.
Sisley profite du bateau atelier de Monet pour peindre à proximité de l'île Marande. Au moins deux fois, les deux artistes ont installé leurs chevalets côte à côte. Il s'agit de cette toile et de Boulevard Héloïse, Argenteuil (1872), aux titres identiques dans l'œuvre de Monet.

## Description
La toile représente un paysage urbain, une perspective de la rue de la Chaussée, aujourd'hui la rue du 8-Mai-1945. Le clocher de la basilique Saint-Denys d'Argenteuil est figuré en arrière plan. Une toile très proche est due à Claude Monet.

## Analyse
Les deux toiles de Sisley semblent supérieures à celles de Monet. Leur composition est plus équilibrée  et l'observation atmosphérique plus succincte. Cela est particulièrement vrai pour Rue de la Chaussée à Argenteuil avec sa tonalité rappelant Corot et l'air décousu, d'un soleil de fin d'après-midi, de ses volets verts et des enfants timides.

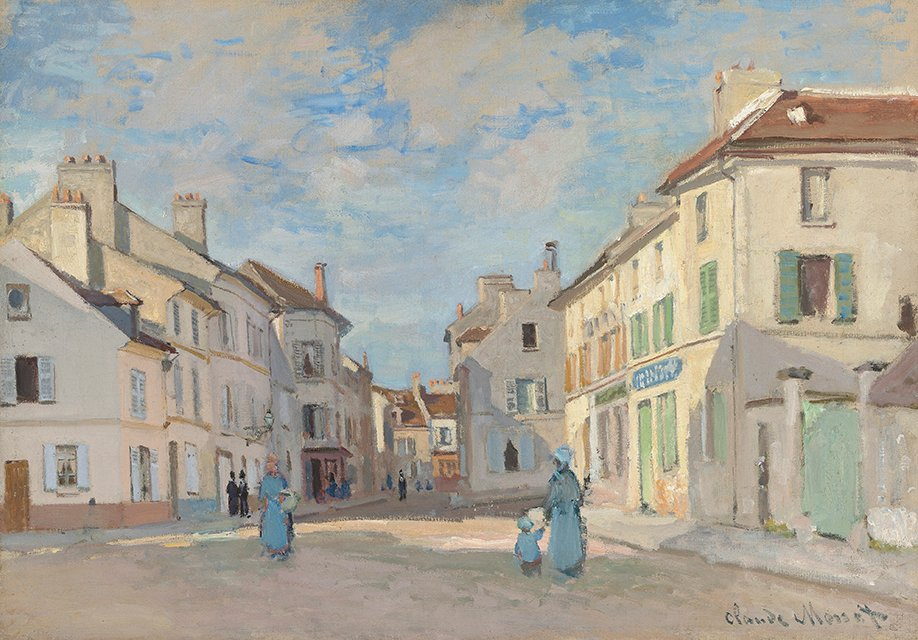
L'ancienne rue de la Chaussée, Argenteuil par Claude Monet.
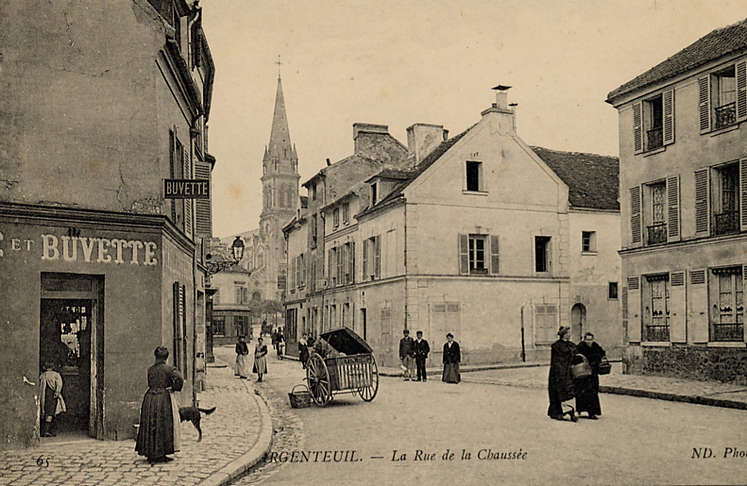
Angle de la rue de la Chaussée et de la rue Notre-Dame dans les années 1900.